# Arabescato
Arabescato is een marmersoort die wordt gewonnen in de Apennijnen ten noorden van Carrara, Italië. Zoals andere marmers is arabescato altijd geaderd. De ondergrond is wit met gekleurde aderen die variëren van beige, rood, bruin, groen, grijs tot zwart. Het breukvlak is suikerkorrelig.

## Industriële toepassing
De natuursteen wordt meestal in interieurs verwerkt, met name in vloeren, schoorsteenmantels, wandbekleding, sokkels, kolommen, kapitelen en trappen.

### Variëteiten
Arabescato komt voor in verschillende varianten, waaronder:
- Arabescato Garfagnana

```
Arabescato Corchia
```

- Arabescato Vagli
- Arabescato Cervaiole
- Arabescato Arni
- Calacatta Arni
- Calacatta Oro
- Calacatta Vagli